# Ralph LaLama
Ralph LaLama (West Aliquippa, 30 januari 1951) is een Amerikaanse jazzsaxofonist en componist van de modernjazz en hoogleraar.

## Biografie
Ralph LaLama is de zoon van een drummer en een zangeres. Hij studeerde aan de Dana School of Music of Youngstown State University in Ohio en begon zijn muzikantencarrière in de band van Thad Jones, die hem naar New York haalde. LaLama werkte daarna in de bigbands van Woody Herman, Buddy Rich, Carla Bley en het Thad Jones/Mel Lewis Orchestra, dat nu als het Vanguard Jazz Orchestra verder bestaat en waarin LaLama solist is. Bovendien speelde hij met o.a. Barry Harris, Harold Danko, Mel Tormé, Carmen McRae, Tom Harrell en Joe Morello, werkte mee aan plaatopnamen met Gary Smulyan, Danny D'Imperio, het Mel Lewis Jazz Orchestra, het Vanguard Jazz Orchestra en de Carnegie Hall Jazz Band o.l.v. Jon Faddis. In 2000 werkte hij mee aan twee producties van het Joe Lovano Nonet voor Blue Note Records, 52nd Street Themes en het in 2003 verschenen album On This Day...At The Vanguard.
LaLama nam sinds 1990 een reeks albums op onder zijn eigen naam voor het Nederlandse Criss Cross Jazz, waaraan o.a. Kenny Barron, George Cables, Richard Wyands, Peter Washington en Kenny Washington meewerkten.
Lalama werkt naast zijn werk als muzikant als professor aan de New York University en de SUNY Purchase. Verder leidt hij workshops aan de Manhattan School of Music.

## Discografie
- 1991: Feelin' and Dealin'  met Tom Harrell, Barry Harris
- 1991: Momentum met Kenny Barron
- 1995: You Know What I Mean met George Cables, Dennis Irwin
- 1997: Circle Line
- 1989: Music for Grown-Ups met Richard Wyands